# Finale (muziekstuk)
De muziekterm finale (uit het Latijn: finis = 'einde') duidt doorgaans op het laatste deel van een meerdelige compositie. 
De finale kan diverse vormen aannemen, zoals een variatiewerk, een rondo, een fugatisch geschreven werk of enig andere vorm. 
De term finale komt voor vanaf de vroege classicistische periode, en kan een slot vormen van bijvoorbeeld een opera, een symfonie of een sonate.
De finale heeft doorgaans een uitbundig, feestelijk en levendig karakter en heeft meestal een vlot tempo. In de finale kunnen elementen of motieven terugkeren uit eerdere delen of een climax zijn, doch dit is niet noodzakelijk.